# Colasposoma densatum
Colasposoma densatum é uma espécie de escaravelho de folha de Arábia Saudita e Yemen descrito por Fairmaire em 1887.